# Episodi di Wolff, un poliziotto a Berlino (seconda stagione)
Gli episodi della seconda serie di "Wolff, un poliziotto a Berlino" sono stati trasmessi per la prima volta in Germania tra il 12 settembre 1993 e il 27 gennaio 1994. In Italia, sono stati trasmessi su Raidue, in parte, tra il 2 gennaio 1997 e il 17 gennaio 1997 ed, in parte nell'estate del 1997. Unica eccezione: l'episodio "Poker", trasmesso in prima visione il 10 dicembre 1996. Alcuni episodi inediti, sono stati trasmessi su Retequattro nella primavera del 2007.
| nº    | Titolo originale               | Titolo italiano                        | Prima TV Germania | Prima TV Italia              |
| ----- | ------------------------------ | -------------------------------------- | ----------------- | ---------------------------- |
| 1-17  | Die Wölfin                     | La lupa                                | 12 settembre 1993 | 15 e 16 gennaio 1997 - 18,55 |
| 2-18  | Poker                          | Poker                                  | 16 settembre 1993 | 10 dicembre 1996 - 18,55     |
| 3-19  | Ich knall' dich ab             | La pistola nel lago                    | 23 settembre 1993 | 8 gennaio 1997 - 18,55       |
| 4-20  | Die Spinne                     | Il ragno                               | 30 settembre 1993 | 3 gennaio 1997 - 18,55       |
| 5-21  | Klassenkeile                   | Skinheads                              | 7 ottobre 1993    | 7 gennaio 1997 - 18,55       |
| 6-22  | Das Wunder                     | Il miracolo                            | 14 ottobre 1993   | 6 gennaio 1997 - 18,55       |
| 7-23  | Rufmord                        | La diffamazione                        | 21 ottobre 1993   | 14 gennaio 1997 - 18,55      |
| 8-24  | Totentanz                      | Danza macabra                          | 28 ottobre 1993   | 9 gennaio 1997 - 18,55       |
| 9-25  | Der Dieb                       | Il ladro                               | 4 novembre 1993   | 10 gennaio 1997 - 18,55      |
| 10-26 | Galgenfrist                    | L'ultimatum                            | 11 novembre 1993  | 14 marzo 2007 - 15,10        |
| 11-27 | Ein schmutziger Job            | Uno sporco lavoro                      | 25 novembre 1993  | 17 gennaio 1997 - 18,55      |
| 12-28 | Roulette                       | Roulette                               | 2 dicembre 1993   | 23 marzo 2007 - 15,10        |
| 13-29 | Toter Zeuge, guter Zeuge       | Un testimone morto è un buon testimone | 9 dicembre 1993   | 2 luglio 1997 - 17,20        |
| 14-30 | Doppelt genäht                 | A doppio filo                          | 16 dicembre 1993  | 3 luglio 1997 - 17,20        |
| 15-31 | Der Tod einer Krankenschwester | Morte di un'infermiera                 | 23 dicembre 1993  | 4 luglio 1997 - 17,20        |
| 16-32 | Reifenpanne                    | Gomme a terra                          | 30 dicembre 1993  | 5 luglio 1997 - 17,20        |
| 17-33 | Der Drahtzieher                | Il burattinaio                         | 6 gennaio 1994    | 2 aprile 2007 - 15,10        |
| 18-34 | Cash                           | Due milioni di marchi                  | 13 gennaio 1994   | 3 aprile 2007 - 15,10        |
| 19-35 | Gesühnt                        | Punito                                 | 20 gennaio 1994   | 2 gennaio 1997 - 18,55       |
| 20-36 | Selbstjustiz                   | Giustizia Privata                      | 27 gennaio 1994   | 4 aprile 2007 - 15,10        |